# Janez Grilc
Janez Grilc je bil kmet s Klenika pri Vačah, * 1860, Klenik, †  1931, Klenik.
Rojen je bil na Plazetovi domačiji na Kleniku, kjer je tudi živel. Bil je kmet in samouki ljubitelj starin, zlasti izkopanin in je že kot mlad fant spremljal izkopavanja na Kroni in Slemšku.

## Izkopavanja
Izkopavanja se je loteval tudi samostojno. Kot fant je delal pri izkopavanjih Dragotina Dežmana. V začetku leta 1882 (po ustnem izročilu 17. januarja) je skrivaj izkopal situlo z Vač in jo spomladi istega leta prodal Dežmanu za Kranjski deželni muzej, zdaj Narodni muzej v Ljubljani.
Za starine se je zanimal vse do smrti. Leta 1926 je bil prisoten kot opazovalec pri izkopavanju gomile na Lestini.